# إريك أوت
إريك أوت (بالألمانية: Erich Ott)‏ هو نحات ألماني، ولد في 3 ديسمبر 1944 في أوبراميرغاو في ألمانيا.